# NGC 6370
NGC 6370 é uma galáxia elíptica (E) localizada na direcção da constelação de Draco. Possui uma declinação de +56° 58' 30" e uma ascensão recta de 17 horas, 23 minutos e 25,1 segundos.
A galáxia NGC 6370 foi descoberta em 19 de Abril de 1885 por Lewis A. Swift.